# Lance-flammes portable n°2
Le lance-flammes portable n°2 (surnommé Lifebuoy, soit bouée de sauvetage à cause de la forme de son réservoir de carburant), fut également connu sous le nom de Ack pack, était une conception britannique de lance-flammes destiné à l'infanterie pendant la Seconde Guerre mondiale.

## Description
Il était une copie proche du Wechselapparat allemand (« Wex ») de 1917.
Le Mark 1 fut utilisé comme une arme d’entrainement, tandis que le Mark 2 amélioré fut utilisé au combat. Plus de 7 000 unités furent produites à partir de 1943 jusqu’en 1944. Ils étaient prêts pour le service lors de l'opération Overlord (l'invasion alliée de la Normandie).
L’Ack pack était un harnais de portage permettant l’emport d'un réservoir de carburant en forme de tore avec une capacité de 18 litres de carburant sur le dos de l'opérateur. Au milieu du tore se trouvait un récipient sphérique contenant de l'azote gazeux utilisé comme gaz propulseur, ce gaz était comprimé à 140 bar. Cela était suffisant pour propulser le combustible à 36 mètres. Un tuyau reliait le réservoir de carburant la buse qui avait deux poignées de pistolet pour la tenir et diriger le jet. La poignée arrière était équipée d’une gâchette.
Dans certaines versions, la buse était équipée de 10 cylindres chambrés qui contenaient les cartouches d'allumage. Chacune pouvaient être tirée une fois, donnant à l'opérateur 10 mises à feu. En pratique, cela donnait 10 salves d'une seconde. Il était également possible de pulvériser le carburant sans l'enflammer afin d’être sûr qu’il y aurait beaucoup d'éclaboussures autour de la cible, puis de mettre le feu grâce à une cartouche d’allumage pour mettre le feu à l'ensemble.
Pesant 29 kg, il était considéré comme un lance-flammes lourd.

## Culture populaire
Un lance-flammes de ce type peut être vu dans le film Un pont trop loin, quand les troupes britanniques décident de tenter un assaut de nuit sur le pont d'Arnhem, après que leur premier assaut de jour ait échoué. L'équipe d'assaut manque la fente de la casemate, et incendie la cabane derrière la casemate qui explose, elle était apparemment utilisé pour stocker des munitions. L'un des opérateurs est l'acteur britannique Alun Armstrong.